# Pardosa gracilenta
Pardosa gracilenta är en spindelart som först beskrevs av Lucas 1846.  Pardosa gracilenta ingår i släktet Pardosa och familjen vargspindlar.
Artens utbredningsområde är Algeriet. Inga underarter finns listade i Catalogue of Life.